# 마누엘 수니가
마누엘 수니가 페르난데스(스페인어: Manuel Zúñiga Fernández, 1960년 6월 29일, 카스티야-라 만차 주 루시아나 ~)는 스페인의 전직 축구 선수로, 현역 시절 우측 미드필더로 활약했으며, 이후 감독도 역임했다.
그는 라 리가에서 12년을 보내면서 323번의 경기에 출전해 19골을 기록했는데, 이를 주로 에스파뇰(9년)과 세비야에서 기록했다. 그는 이후 하부 리그에서 감독을 역임했다.

## 클럽 경력
수니가는 시우다드 레알 도 루시아나 출신이다. 하부 세군다 디비시온 B 리그의 칼보 소텔로에서 시작한 그는 1979년에 에스파뇰에 입단했고, 19세의 나이로 1군 선수단의 순환 보직 선수가 되었다.
불과 3년 만인 3년차에 카디스로 이적하여 매년 평균 30번의 라 리가 경기 출전 기록을 세워나갔는데, 1986-87 시즌에는 43경기 출전 외에도 2골을 기록해 카탈루냐 연고 구단의 UEFA컵 진출에 힘을 보탰다. 에스파뇰은 이듬해 유럽대항전 결승전까지 올랐지만, 승부차기 주자로 나서서 실축하였고, 우승을 레버쿠젠에 헌납했다.
이어지는 3년 동안, 수니가는 같은 1부 리그의 세비야에서 활약해, 주전으로 건재함을 과시했다. 1991-92 시즌에 세군다 디비시온의 사바델에서 활동한 그는 에시하에서 1995년 2부 리그 승격을 돕고, 전 베티스와 레알 마드리드의 노장 라파엘 고르디요와 1995-96 시즌에 한배를 탄 후 36세의 나이로 현역에서 은퇴했다.
이후 수니가는 감독일을 했지만 그가 맡은 구단의 가장 높은 리그는 3부 리그에 불과했다.

## 국가대표팀 경력
오랜 기간 스페인 U-21 국가대표팀에서 활약했던 수니가는 성인 국가대표팀 경기에 1번도 출전하지 못했다. 그는 1980년 하계 올림픽에 스페인 선수단 일원으로 참가했었다.